# Doris Kenyon
Doris Margaret Kenyon (Syracuse, 5 settembre 1897 – Beverly Hills, 1º settembre 1979) è stata un'attrice statunitense, divenuta celebre nel panorama del cinema muto.

## Filmografia

### Cinema
- The Rack, regia di Émile Chautard (1915)
- Pawn of Fate, regia di Maurice Tourneur (1916)
- The Feast of Life, regia di Albert Capellani (1916)
- The Man Who Stood Still, regia di Frank Crane (Frank Hall Crane) (1916)
- The Ocean Waif, regia di Alice Guy (1916)
- The Traveling Salesman, regia di Joseph Kaufman (1916)
- The Man Who Forgot, regia di Émile Chautard (1917)
- A Girl's Folly, regia di Maurice Tourneur (1917)
- The Empress, regia di Alice Blaché (1917)
- Jimmie Dale, Alias the Grey Seal, regia di Harry McRae Webster - cortometraggio (1917)
- The Great White Trail, regia di Leopold D. Wharton e Theodore Wharton (1917)
- Sotto processo (On Trial), regia di James Young (1917)
- Strictly Business, regia di Thomas R. Mills (1917)
- The Hidden Hand
- The Street of Seven Stars, regia di John B. O'Brien (1918)
- The Inn of the Blue Moon, regia di John B. O'Brien (1918)
- Wild Honey, regia di Francis J. Grandon (1918)
- Twilight, regia di J. Searle Dawley (1919)
- The Bandbox, regia di Roy William Neill (1919)
- The Harvest Moon, regia di J. Searle Dawley (1920)
- The Conquest of Canaan, regia di Roy William Neill (1921)
- Get-Rich-Quick Wallingford, regia di Frank Borzage (1921)
- Shadows of the Sea, regia di Alan Crosland (1922)
- Capricci di miliardario (The Ruling Passion), regia di F. Harmon Weight (1922)
- Sure-Fire Flint, regia di Dell Henderson (1922)
- You Are Guilty, regia di Edgar Lewis (1923)
- The Last Moment
- Bright Lights of Broadway, regia di Webster Campbell (1923)
- Il fiume del lupo (The Love Bandit), regia di Dell Henderson (1924)
- Restless Wives, regia di Gregory La Cava (1924)
- The New School Teacher, regia di Gregory La Cava (1924)
- Lend Me Your Husband, regia di Christy Cabanne (1924)
- Monsieur Beaucaire, regia di Sidney Olcott (1924)
- Born Rich, regia di William Nigh (1924)
- Idle Tongues, regia di Lambert Hillyer (1924)
- Mismates, regia di Charles Brabin  (1926)
- The Ruling Voice, regia di Rowland V. Lee (1931)
- Ritorno alla vita (Counsellor-at-Law), regia di William Wyler (1933)

### Televisione
- Indirizzo permanente (77 Sunset Strip) – serie TV, episodio 1x07 (1958)